# Nola cernitis
Nola cernitis är en fjärilsart som beskrevs av Druce 1897. Nola cernitis ingår i släktet Nola och familjen trågspinnare. Inga underarter finns listade i Catalogue of Life.